# Tour du Rwanda 2021
Il Tour du Rwanda 2021, ventiquattresima edizione della corsa e valevole come prima prova dell'UCI Africa Tour 2021 categoria 2.1, inizialmente previsto dal 21 al 28 febbraio 2021, venne posticipato a causa della pandemia di COVID-19 e si svolse in otto tappe dal 2 al 9 maggio su un percorso di 913,3 km, con partenza e arrivo a Kigali, in Ruanda. La vittoria fu appannaggio dello spagnolo Cristian Rodríguez, il quale completò il percorso in 22h49'51", alla media di 36,115 kmh, precedendo il canadese James Piccoli e l'americano Alex Hoehn. 
Sul traguardo di Kigali 61 ciclisti, su 75 partiti dalla medesima località, portarono a termine la competizione.

## Tappe
| Tappa  | Data     | Percorso                                                          | km    | Vincitore di tappa | Leader cl. generale |
| ------ | -------- | ----------------------------------------------------------------- | ----- | ------------------ | ------------------- |
| 1ª     | 2 maggio | Kigali (Kigali Arena) > Rwamagana                                 | 115,6 | Brayan Sánchez     | Brayan Sánchez      |
| 2ª     | 3 maggio | Kigali (MIC Building) > Huye                                      | 120,5 | Alan Boileau       | Santiago Umba       |
| 3ª     | 4 maggio | Nyanza > Gicumbi                                                  | 171,6 | Alan Boileau       | Brayan Sánchez      |
| 4ª     | 5 maggio | Kigali (Kimironko) > Musanze                                      | 123,9 | Valentin Ferron    | Brayan Sánchez      |
| 5ª     | 6 maggio | Nyagatare > Kigali (Kimironko)                                    | 149,3 | Alan Boileau       | Metkel Eyob         |
| 6ª     | 7 maggio | Kigali (Rond Point KBC) > Kigali (Monte Kigali)                   | 152,6 | Pierre Rolland     | Cristian Rodríguez  |
| 7ª     | 8 maggio | Kigali (Nyamirambo) > Kigali (Muro di Kigali) (cron. individuale) | 4,5   | Jhonatan Restrepo  | Cristian Rodríguez  |
| 8ª     | 9 maggio | Kigali (Canale Olympia) > Kigali (Canale Olympia)                 | 75,3  | Cristian Rodríguez | Cristian Rodríguez  |
| Totale | Totale   | Totale                                                            | 913,3 |                    |                     |

## Squadre e corridori partecipanti
| N.    | Cod. | Squadra                     |
| ----- | ---- | --------------------------- |
| 1-5   | ERI  | Eritrea                     |
| 11-15 | RWA  | Ruanda                      |
| 21-25 | TDE  | Total Direct Énergie        |
| 31-35 | MED  | Team Medellín-EPM           |
| 41-45 | BIG  | Benediction Ignite XL       |
| 51-55 | BBK  | B&B Hotels                  |
| 61-65 | ANS  | Androni Giocattoli-Sidermec |
| 71-75 | TSG  | Terengganu Cycling Team     |

| N.      | Cod. | Squadra                         |
| ------- | ---- | ------------------------------- |
| 81-85   | DZA  | Algeria                         |
| 91-95   | ISN  | Israel Start-Up Nation          |
| 101-105 | BAI  | Bike Aid                        |
| 111-115 | SAC  | Skol Adrien Cycling Academy     |
| 121-125 | TIS  | Tarteletto-Isorex               |
| 131-135 | PRO  | ProTouch                        |
| 141-145 | WGC  | Wildlife Generation Pro Cycling |

## Dettagli delle tappe

### 1ª tappa
- 2 maggio: Kigali (Kigali Arena) > Rwamagana – 115,6 km

Risultati
| Pos. | Corridore      | Squadra  | Tempo    |
| ---- | -------------- | -------- | -------- |
| 1    | Brayan Sánchez | Medellín | 2h33'43" |
| 2    | Alex Hoehn     | Wildlife | s.t.     |
| 3    | Weimar Roldán  | Medellín | s.t.     |

| Pos. | Corridore      | Squadra  | Tempo    |
| ---- | -------------- | -------- | -------- |
| 1    | Brayan Sánchez | Medellín | 2h33'43" |
| 2    | Alex Hoehn     | Wildlife | s.t.     |
| 3    | Weimar Roldán  | Medellín | s.t.     |

### 2ª tappa
- 3 maggio: Kigali (MIC Building) > Huye – 120,5 km

Risultati
| Pos. | Corridore      | Squadra    | Tempo    |
| ---- | -------------- | ---------- | -------- |
| 1    | Alan Boileau   | B&B Hotels | 3h07'14" |
| 2    | Santiago Umba  | Androni    | a 6"     |
| 3    | Brayan Sánchez | Medellín   | a 8"     |

| Pos. | Corridore      | Squadra  | Tempo    |
| ---- | -------------- | -------- | -------- |
| 1    | Santiago Umba  | Androni  | 5h41'03" |
| 2    | Brayan Sánchez | Medellín | a 2"     |
| 3    | Alex Hoehn     | Wildlife | s.t.     |

### 3ª tappa
- 4 maggio: Nyanza > Gicumbi – 171,6 km

Risultati
| Pos. | Corridore       | Squadra    | Tempo    |
| ---- | --------------- | ---------- | -------- |
| 1    | Alan Boileau    | B&B Hotels | 4h23'57" |
| 2    | Carlos Quintero | Terengganu | s.t.     |
| 3    | James Piccoli   | Israel     | s.t.     |

| Pos. | Corridore      | Squadra    | Tempo     |
| ---- | -------------- | ---------- | --------- |
| 1    | Brayan Sánchez | Medellín   | 10h05'02" |
| 2    | Alex Hoehn     | Wildlife   | s.t.      |
| 3    | Quentin Pacher | B&B Hotels | s.t.      |

### 4ª tappa
- 5 maggio: Kigali (Kimironko) > Musanze – 123,9 km

Risultati
| Pos. | Corridore       | Squadra     | Tempo    |
| ---- | --------------- | ----------- | -------- |
| 1    | Valentin Ferron | Total       | 3h13'47" |
| 2    | Pierre Rolland  | B&B Hotels  | s.t.     |
| 3    | Eric Manizabayo | Benediction | a 4"     |

| Pos. | Corridore         | Squadra  | Tempo     |
| ---- | ----------------- | -------- | --------- |
| 1    | Brayan Sánchez    | Medellín | 13h20'18" |
| 2    | Alex Hoehn        | Wildlife | s.t.      |
| 3    | Jhonatan Restrepo | Androni  | s.t.      |

### 5ª tappa
- 6 maggio: Nyagatare > Kigali (Kimironko) – 149,3 km

Risultati
| Pos. | Corridore         | Squadra    | Tempo    |
| ---- | ----------------- | ---------- | -------- |
| 1    | Alan Boileau      | B&B Hotels | 3h28'45" |
| 2    | Alexis Vuillermoz | Total      | s.t.     |
| 3    | Metkel Eyob       | Terengganu | a 2"     |

| Pos. | Corridore          | Squadra    | Tempo     |
| ---- | ------------------ | ---------- | --------- |
| 1    | Metkel Eyob        | Terengganu | 16h49'05" |
| 2    | Cristian Rodríguez | Total      | a 2"      |
| 3    | Alex Hoehn         | Wildlife   | a 4"      |

### 6ª tappa
- 7 maggio: Kigali (Rond Point KBC)> Kigali (Monte Kigali) – 152,6 km

Risultati
| Pos. | Corridore         | Squadra    | Tempo    |
| ---- | ----------------- | ---------- | -------- |
| 1    | Pierre Rolland    | B&B Hotels | 3h46'03" |
| 2    | Alexis Vuillermoz | Total      | a 50"    |
| 3    | Adne van Engelen  | Bike Aid   | a 2'36"  |

| Pos. | Corridore          | Squadra | Tempo     |
| ---- | ------------------ | ------- | --------- |
| 1    | Cristian Rodríguez | Total   | 20h38'10" |
| 2    | James Piccoli      | Israel  | a 7"      |
| 3    | Jhonatan Restrepo  | Androni | a 13"     |

### 7ª tappa
- 8 maggio: Kigali (Nyamirambo) > Kigali (Muro di Kigali) – Cronometro individuale – 4,5 km

Risultati
| Pos. | Corridore         | Squadra    | Tempo |
| ---- | ----------------- | ---------- | ----- |
| 1    | Jhonatan Restrepo | Androni    | 6'27" |
| 2    | Alex Hoehn        | Wildlife   | a 1"  |
| 3    | Alan Boileau      | B&B Hotels | a 2"  |

| Pos. | Corridore          | Squadra | Tempo     |
| ---- | ------------------ | ------- | --------- |
| 1    | Cristian Rodríguez | Total   | 20h38'10" |
| 2    | Jhonatan Restrepo  | Androni | a 5"      |
| 3    | James Piccoli      | Israel  | s.t.      |

### 8ª tappa
- 9 maggio: Kigali (Canale Olympia) > Kigali (Canale Olympia) – 75,3 km

Risultati
| Pos. | Corridore          | Squadra | Tempo    |
| ---- | ------------------ | ------- | -------- |
| 1    | Cristian Rodríguez | Total   | 2h05'06" |
| 2    | James Piccoli      | Israel  | a 12"    |
| 3    | Nahom Zerai        | Eritrea | a 14"    |

| Pos. | Corridore          | Squadra  | Tempo     |
| ---- | ------------------ | -------- | --------- |
| 1    | Cristian Rodríguez | Total    | 22h49'51" |
| 2    | James Piccoli      | Israel   | a 17"     |
| 3    | Alex Hoehn         | Wildlife | a 50"     |

## Evoluzione delle classifiche
| Tappa             | Vincitore          | Classifica generale Maglia gialla | Classifica scalatori Maglia arancione | Classifica giovani Maglia azzurra | Classifica sprinter Maglia blu | Classifica ciclisti africani Maglia verde | Classifica a squadre        |
| ----------------- | ------------------ | --------------------------------- | ------------------------------------- | --------------------------------- | ------------------------------ | ----------------------------------------- | --------------------------- |
| 1ª                | Brayan Sánchez     | Brayan Sánchez                    | Nur Aiman Mohd Zariff                 | Santiago Umba                     | Bernardo Suaza                 | Gustav Basson                             | Androni Giocattoli-Sidermec |
| 2ª                | Alan Boileau       | Santiago Umba                     | Eric Manizabayo                       | Santiago Umba                     | Lennert Teugels                | Salim Kipkemboi                           | Androni Giocattoli-Sidermec |
| 3ª                | Alan Boileau       | Brayan Sánchez                    | Lennert Teugels                       | Nahom Zerai                       | Lennert Teugels                | Metkel Eyob                               | B&B Hotels                  |
| 4ª                | Valentin Ferron    | Brayan Sánchez                    | Lennert Teugels                       | Nahom Zerai                       | Lennert Teugels                | Metkel Eyob                               | B&B Hotels                  |
| 5ª                | Alan Boileau       | Metkel Eyob                       | Lennert Teugels                       | Nahom Zerai                       | Lennert Teugels                | Metkel Eyob                               | B&B Hotels                  |
| 6ª                | Pierre Rolland     | Cristian Rodríguez                | Lennert Teugels                       | Alan Boileau                      | Lennert Teugels                | Nahom Zerai                               | B&B Hotels                  |
| 7ª                | Jhonatan Restrepo  | Cristian Rodríguez                | Lennert Teugels                       | Alan Boileau                      | Lennert Teugels                | Nahom Zerai                               | B&B Hotels                  |
| 8ª                | Cristian Rodríguez | Cristian Rodríguez                | Lennert Teugels                       | Alan Boileau                      | Lennert Teugels                | Nahom Zerai                               | B&B Hotels                  |
| Classifica finale | Classifica finale  | Cristian Rodríguez                | Lennert Teugels                       | Alan Boileau                      | Lennert Teugels                | Nahom Zerai                               | B&B Hotels                  |

Maglie indossate da altri ciclisti in caso di due o più maglie vinte
- Nella 3ª tappa Valentin Ferron ha indossato la maglia azzurra al posto di Santiago Umba.
- Nella 4ª tappa Bernardo Suaza ha indossato la maglia blu al posto di Lennert Teugels.
- Nella 5ª e dalla 7ª all'8ª tappa Tomas Goytom ha indossato la maglia blu al posto di Lennert Teugels.
- Nella 6ª tappa Andreas Goeman ha indossato la maglia blu al posto di Lennert Teugels e Kent Main ha indossato quella verde al posto di Metkel Eyob.

## Classifiche finali

### Classifica generale - Maglia gialla
| Pos. | Corridore         | Squadra    | Tempo     |
| ---- | ----------------- | ---------- | --------- |
| 1    | C. Rodríguez      | Total      | 22h49'51" |
| 2    | James Piccoli     | Israel     | a 17"     |
| 3    | Alex Hoehn        | Wildlife   | a 50"     |
| 4    | Alan Boileau      | B&B Hotels | a 51"     |
| 5    | Jhonatan Restrepo | Androni    | s.t.      |
| 6    | Quentin Pacher    | B&B Hotels | a 1'05"   |
| 7    | Alexis Vuillermoz | Total      | a 1'23"   |
| 8    | Óscar Sevilla     | Medellin   | a 1'25"   |
| 9    | Nahom Zerai       | Eritrea    | a 1'37"   |
| 10   | Kent Main         | ProTouch   | a 2'44"   |

### Classifica scalatori - Maglia arancione
| Pos. | Corridore       | Squadra     | Punti |
| ---- | --------------- | ----------- | ----- |
| 1    | Lennert Teugels | Tarteletto  | 68    |
| 2    | Eric Manizabayo | Benediction | 36    |
| 3    | Pierre Rolland  | B&B Hotels  | 35    |
| 4    | Bernardo Suaza  | Medellín    | 31    |
| 5    | Jonathan Hivert | B&B Hotels  | 22    |

### Classifica giovani - Maglia bianca-azzurra
| Pos. | Corridore          | Squadra    | Tempo     |
| ---- | ------------------ | ---------- | --------- |
| 1    | Alan Boileau       | B&B Hotels | 22h50'42" |
| 2    | Nahom Zerai        | Eritrea    | a 46"     |
| 3    | E. Bergstrom Frisk | Bike Aid   | a 3'41"   |
| 4    | Santiago Umba      | Androni    | a 4'01"   |
| 5    | Mehari Tewelde     | Eritrea    | a 10'09"  |

### Classifica sprinter - Maglia blu
| Pos. | Corridore       | Squadra    | Punti |
| ---- | --------------- | ---------- | ----- |
| 1    | Lennert Teugels | Tarteletto | 27    |
| 2    | Tomas Goytom    | Eritrea    | 12    |
| 3    | Bernardo Suaza  | Medellín   | 10    |
| 4    | Andreas Goeman  | Tarteletto | 8     |
| 5    | Jonathan Hivert | B&B Hotels | 5     |

### Classifica ciclisti africani - Maglia verde
| Pos. | Corridore      | Squadra  | Tempo     |
| ---- | -------------- | -------- | --------- |
| 1    | Nahom Zerai    | Eritrea  | 22h51'28" |
| 2    | Kent Main      | ProTouch | a 1'07"   |
| 3    | Mehari Tewelde | Eritrea  | a 9'23"   |
| 4    | Azzedine Lagab | Algeria  | a 11'10"  |
| 5    | Eric Muhoza    | Ruanda   | a 12'14"  |

### Classifica a squadre
| Pos. | Squadra              | Tempo     |
| ---- | -------------------- | --------- |
| 1    | B&B Hotels           | 68h28'58" |
| 2    | Total Direct Énergie | a 4'05"   |
| 3    | Team Medellín-EPM    | a 13'04"  |
| 4    | Bike Aid             | a 22'25"  |
| 5    | Tarteletto-Isorex    | a 25'15"  |